# Кубок Румунії з футболу 1998—1999
Кубок Румунії з футболу 1998—1999 — 61-й розіграш кубкового футбольного турніру в Румунії. Титул здобув Стяуа.

## 1/16 фіналу
| Команда 1                  | Рахунок      | Команда 2              |
| -------------------------- | ------------ | ---------------------- |
| 21 жовтня 1998             |              |                        |
| Крішул (Алешд) (3)         | 0:5          | Оцелул (Галац)         |
| Мідія (Неводарі) (2)       | 0:3          | Стяуа                  |
| Кіментул (Ф'єнь) (2)       | 1:0          | Арджеш                 |
| Мінаур (Златна) (3)        | 0:3          | Націонал (Бухарест)    |
| Уніря (Деж) (2)            | 2:3          | Університатя (Крайова) |
| Дипломатік (Фокшани) (3)   | 1:4          | Рапід (Бухарест)       |
| Флакера (Хорезу) (4)       | 0:1          | Чахлеул                |
| Нітрамонія (Фегераш) (2)   | 0:3          | Онешті                 |
| Дробета-Турну-Северин (3)  | 1:2          | Бакеу                  |
| Уніря (Ботошані) (3)       | 1:2          | Глорія (Бистриця)      |
| Спортул Студенцеск (2)     | 2:0          | Олімпія (Сату-Маре)    |
| УМ Тімішоара (3)           | 2:0          | Астра (Плоєшті)        |
| Фарул (Констанца)          | 1:4          | Петролул (Плоєшті)     |
| Університатя (Клуж-Напока) | 3:2          | Фореста (Сучава)       |
| Рокар (Бухарест) (2)       | 2:2 пен. 4:5 | Решица                 |
| Тиргу-Муреш (2)            | -:+          | Динамо (Бухарест)      |

## 1/8 фіналу
| Команда 1          | Рахунок | Команда 2                  |
| ------------------ | ------- | -------------------------- |
| 18 листопада 1998  |         |                            |
| Рапід (Бухарест)   | 3:0     | Кіментул (Ф'єнь) (2)       |
| Петролул (Плоєшті) | 3:2     | Університатя (Крайова)     |
| Динамо (Бухарест)  | 3:0     | Чахлеул                    |
| Бакеу              | 4:3     | Онешті                     |
| Оцелул (Галац)     | 1:0     | Спортул Студенцеск (2)     |
| УМ Тімішоара (3)   | 2:0     | Націонал (Бухарест)        |
| Стяуа              | 3:0     | Університатя (Клуж-Напока) |
| Глорія (Бистриця)  | 2:0     | Решица                     |

## 1/4 фіналу
| Команда 1         | Заг. | Команда 2          | 1-й матч | 2-й матч |
| ----------------- | ---- | ------------------ | -------- | -------- |
| 2/9 грудня 1998   |      |                    |          |          |
| Стяуа             | 6:2  | Петролул (Плоєшті) | 5:1      | 1:1      |
| Глорія (Бистриця) | 2:3  | Рапід (Бухарест)   | 1:1      | 1:2      |
| Бакеу             | 2:1  | Оцелул (Галац)     | 2:0      | 0:1      |
| УМ Тімішоара (3)  | 1:3  | Динамо (Бухарест)  | 0:1      | 1:2      |

## 1/2 фіналу
| Команда 1               | Заг.    | Команда 2 | 1-й матч | 2-й матч |
| ----------------------- | ------- | --------- | -------- | -------- |
| 14 квітня/5 травня 1999 |         |           |          |          |
| Рапід (Бухарест)        | 2:2 (ч) | Бакеу     | 1:0      | 1:2      |
| Динамо (Бухарест)       | 2:5     | Стяуа     | 1:2      | 1:3      |

## Фінал
| 16 червня 1999 |

| Стяуа                    | 2:2      | Рапід (Бухарест) |
| ------------------------ | -------- | ---------------- |
| Кіокою 68' Белодедич 90' | Протокол | Барбу 71', 81'   |

| Національний стадіон, Бухарест Глядачів: 50 000 Арбітр: Марк Батта |

|                                  |     | Пенальті                        |  |
| Рошу · Мілітару · Тріке · Лінкар | 4:2 | Шимудіке · Єнчі · Бундя · Панку |  |